# Mediterranean Conference Centre
Het Mediterranean Conference Centre (Maltees: Dar il-Mediterran għall-Konferenzi) is een voormalig ziekenhuis dat momenteel dienstdoet als congrescentrum, gelegen in de Maltese hoofdstad Valletta.

## Geschiedenis
Jean l'Evesque de la Cassière, grootmeester van de Orde van Malta, gaf op 7 november 1574 het bevel voor de bouw van een nieuw ziekenhuis, ter vervanging van het oude hospitaal in Birgu. Het gebouw werd afgewerkt aan het einde van de zestiende eeuw. De architect is onbekend, maar het bouwwerk wordt meestal toegedicht aan Ġlormu Cassar. Het gebouw kreeg als bijnaam het Heilige Hospitaal (Maltees: Il-Furmarija). Door de eeuwen heen werd het ziekenhuisgebouw bijgewerkt en uitgebreid. In 1798 werd het gebouw door de pas gearriveerde Franse bezetter omgedoopt tot Hôpital militaire. In 1800 werden de Fransen verdreven door de Britten, die het militaire hospitaal verder uitbreidden. De Britten gebruikten het ziekenhuis onder andere tijdens de napoleontische oorlogen, de Krimoorlog en de Eerste Wereldoorlog. In 1918 werden de deuren van het hospitaal definitief gesloten.
Van 1920 tot 1940 deed het gebouw dienst als hoofdkwartier van de Maltese politie. In 1925 werd het gebouw op de nationale erfgoedlijst geplaatst. Tijdens de Tweede Wereldoorlog werd het gebouw geraakt door Italiaanse artillerie. Na de Tweede Wereldoorlog zou het gebouw dienstdoen als theaterzaal en later als school. In 1978 werd het gebouw grondig gerenoveerd, waarna het zijn huidige bestemming als congrescentrum kreeg.
In 2016 werd het Junior Eurovisiesongfestival hier gehouden, als gevolg van de winst van Malta in 2015. Het Mediterranean Conference Centre is tot op heden de kleinste ruimte waarin het festival plaats heeft gevonden.